# David Belenguer
David Belenguer Reverte (* 17. Dezember 1972 in Villasar del Mar) ist ein ehemaliger spanischer Fußballspieler.

## Laufbahn
Belenguer spielte zunächst für Real Madrid C in der Tercera División. In den 1990er Jahren wechselte er mehrmals den Verein, zwischen 1993 und 1998 war er bei fünf verschiedenen Vereinen. Für den FC Extremadura, wo er ab 1998 spielte, trat er erstmals in der Primera División an. Mit dem Verein stieg er 1999 in die Segunda División ab. Nach einer Spielzeit wechselte er zum Ligakonkurrenten Betis Sevilla, mit dem er den Aufstieg in die erste Liga schaffte. Nach zwei weiteren Spielzeiten wechselte er 2003 zum FC Getafe, mit dem er 2004 in die erste Liga aufstieg. 2007 konnte er mit dem von Bernd Schuster trainierten Klub ins Pokalfinale einziehen.
Im Sommer 2010 kehrte Belenguer zu seinem früheren Verein Betis Sevilla in die Segunda División zurück und unterschrieb dort einen Einjahresvertrag, der jedoch nicht verlängert wurde. Daraufhin beendete er 2001 seine aktive Laufbahn.

### Nationalmannschaft
Belenguer spielte nicht für die spanische Nationalmannschaft. Für die Katalanische Fußballauswahl bestritt er mehrere Spiele.